# Rio Canindé
 (mai 2014).
Si vous disposez d'ouvrages ou d'articles de référence ou si vous connaissez des sites web de qualité traitant du thème abordé ici, merci de compléter l'article en donnant les références utiles à sa vérifiabilité et en les liant à la section « Notes et références ».
 (mai 2014).
Le Rio Canindé est une rivière situé dans l'État de Piauí, au nord-est du Brésil.